# Yeniçam, Kaynarca
Yeniçam là một xã thuộc huyện Kaynarca, tỉnh Sakarya, Thổ Nhĩ Kỳ. Dân số thời điểm năm 2008 là 181 người.